# قائمة غواصات يو بوت في الحرب العالمية الثانية
- قائمة الغواصات الألمانية في الحرب العالمية الثانية (1-599)

- قائمة الغواصات الألمانية في الحرب العالمية الثانية (600-4712)